# Major RD
Rodrigo Freitas Fernandes Morais (Rio de Janeiro, 15 de dezembro de 1996), mais conhecido pelo seu nome artístico Major RD, é um rapper e compositor brasileiro. 

## Biografia e carreira
Nascido e criado em Campo Grande, bairro de Zona Oeste do Rio de Janeiro. Seu nome artístico foi inspirado no personagem Major do filme Green Street Hooligans. Em 2015 participou de suas primeiras batalhas de rima. Nessa época, trabalhava como auxiliar de açougueiro em um mercado do bairro. O rapper e amigo Xamã, o incentivou a largar o emprego para viver de música. Foi um dos fundadores do coletivo Brutang44. Em 2021 fundou a gravadora Rock Danger, ao lado de Ycaro Torres e DJ Natan, pela qual lançou seu primeiro álbum autoral, intitulado "Troféu", com dez faixas, dentre as quais “Rimo igual Pac", "Midío", "Como é que tá?".
Em 2023 lançou o álbum "Ascensão do Cisne Negro", com dez faixas autorais, dentre as quais o single "No bank’s".

## Discografia

### Álbuns de estúdio
- (2023) – Ascensão do Cisne Negro

#### Singles
- (2023) – Carolina (feat. Mago de Tarso & Edubeatz) - Single
- (2023) –  Poesia Acústica 14 - EP
- (2023) –  Negócios (feat. Jin Dogg) - Single
- (2023) –  O Retorno de Jedi - Single (feat. Xamã, Rock Danger)